# Trolleylijn 1 (Arnhem)
Trolleylijn 1 van Hermes (Breng) is een Arnhemse trolleybuslijn in de regio Arnhem Nijmegen, in de Nederlandse provincie Gelderland. Deze trolleybuslijn rijdt van De Laar West in Arnhem naar de Beekhuizenseweg in Velp.

## Route
De lijn verbindt De Laar West in Arnhem-Zuid via Elderveld, Elden, Malburgen-West de Nelson Mandelabrug, Station Arnhem Centraal, het Willemsplein, de binnenstad van Arnhem, het Velperplein, Station Velperpoort, Plattenburg en Bronbeek met Velp. 

## Geschiedenis
Van oudsher was de op 5 september 1949 tussen de Oranjestraat en Velp en sinds 1 februari 1950 Oosterbeek en Velp geopende trolleylijn 1, opvolger van Arnhemse tramlijn 1, als drukste en belangrijkste lijn de ruggengraat van het net. Er gold de gehele dag een 10-minutendienst en op het centrale gedeelte Oranjestraat - Bronbeek reed van 1957-1974 een versterkingslijn 7. Die positie heeft de lijn niet meer als gevolg van de naoorlogse ontwikkeling van de wijken in Arnhem-Zuid, die het zwaartepunt van het trolleybusnet in die richting heeft verplaatst. Voorts speelt een rol dat beide takken van lijn 1 ook worden bediend door het streekvervoer en na het verdwijnen van het instapverbod bij het streekvervoer na 1977 daalde het vervoer. Later werd de lijn in de stille uren geïntegreerd met het streekvervoer waarbij om en om werd gereden. Behalve het vervallen van de grote lus in zowel Oosterbeek als Velp heeft de lijn tot 2002 weinig routewijzigingen gehad. Alleen tussen 2002 en 2012 waren de oostelijke takken van lijnen 1 en 3 omgewisseld waarbij lijn 1 naar Het Duifje en lijn 3 naar Velp reed. Op 11 december 2021 verliet de lijn echter het traject naar Oosterbeek en nam de zuidwestelijke tak van lijn 6 over naar De Laar West.  

## Frequenties
| Tijd          | Maandag t/m vrijdag | Zaterdag | Zondag |
| ------------- | ------------------- | -------- | ------ |
| 5:30 - 7:00   | 4x/uur              | -        | -      |
| 7:00 - 8:00   | 4x/uur              | 2x/uur   | -      |
| 8:00 - 10:00  | 4x/uur              | 2x/uur   | 2x/uur |
| 10:00 - 11:00 | 4x/uur              | 4x/uur   | 2x/uur |
| 11:00 - 18:00 | 4x/uur              | 4x/uur   | 2x/uur |
| 18:00 - 19:00 | 4x/uur              | 2x/uur   | 2x/uur |
| 19:00 - 20:00 | 2x/uur              | 2x/uur   | 2x/uur |
| 20:00 - 21:00 | 2x/uur              | 2x/uur   | 2x/uur |
| 21:00 - 00:30 | 2x/uur              | 2x/uur   | 2x/uur |